# Таар, Альберт
Альберт Таар (эст. Albert Taar; 15 января 1990, Силламяэ) — эстонский футболист, полузащитник.

## Биография
Воспитанник клуба «Калев» (Силламяэ). В 2006 году начал играть за родной клуб на взрослом уровне и за два сезона вместе с клубом вышел из второй лиги в высшую. Дебютный матч в высшей лиге Эстонии сыграл 8 марта 2008 года против «Таммеки». В 2009 году играл в высшей лиге за «Тулевик» (Вильянди), а в первой половине сезона 2010 года — за таллинскую «Флору», где в основном выступал за дубль. Осенью 2010 года снова играл за клуб из Силламяэ.
В 2011 году перешёл в таллинскую «Левадию», провёл в клубе два сезона и в 2012 году стал вице-чемпионом страны и обладателем Кубка Эстонии. Принимал участие в играх еврокубков. В январе 2013 года сыграл один матч в кубке финской лиги за клуб «Хонка», затем вернулся на родину и провёл сезон в клубе «Транс» (Нарва), стал его лучшим бомбардиром в сезоне (7 голов). В первой половине 2014 года играл за клуб первой лиги Польши «Висла» (Плоцк), затем безуспешно был на просмотре в норвежском клубе третьей лиги «Конгсвингер» и провёл следующие полсезона в таллинском «Инфонете».
В декабре 2014 года был дисквалифицирован вместе с 26 другими футболистами за участие в тотализаторе, срок дисквалификации должен был составить четыре года. В начале 2018 года возобновил карьеру в клубе «Таллин» в низших лигах Эстонии, по состоянию на 2021 год был капитаном команды.
Всего в высшей лиге Эстонии сыграл 155 матчей и забил 20 голов.
Выступал за сборные Эстонии младших возрастов, провёл более 40 матчей.
Помимо большого футбола, также играл в высшей лиге Эстонии по футзалу.